# Cyclades
Cyclades Corporation foi uma startup brasileira do setor de tecnologia da informação, sua importância histórica deve-se ao fato de ter sido a primeira empresa brasileira de tecnologia da informação a se instalar no Vale do Silício e que cresceu mundialmente. A primeira sede da Cyclades foi uma garagem e a empresa produzia soluções de comunicação de dados, inclusive placas inteligentes, roteadores e servidores de acesso remoto. Como a empresa inicialmente não garantia a remuneração de seus fundadores, eles dividiam o tempo entre a empresa recém-criada e o emprego em empresas de tecnologia do setor bancário. A Cyclades Corporation foi vendida em 2006 para a Avocent, que hoje faz parte da Emerson Network Power. Na época de sua venda, por mais de US$ 90 milhões, a Cyclades Corporation estava presente em mais de 19 diferentes lugares e sua sede era no Vale do Silício, mais precisamente em Fremont, CA.

## História
A ideia de criar a companhia surgiu em 1988 dentro da extinta lanchonete Wells, na Rua Augusta. A empresa foi fundada em 1988 por João Lima ("John" Lima) e Daniel Dalarossa, em uma garagem da Vila Olímpia, em São Paulo, com capital inicial equivalente a US$ 6 mil. Começar com baixo capital e ter como primeira sede uma garagem parece ser uma boa fórmula de sucesso, que o digam HP, Google, Amazon, Apple, Microsoft.
Na época da criação Dalarossa e Lima trabalhavam em companhias de tecnologia ligadas ao setor bancário. A primeira sede, a garagem, não foi escolhida apenas pela escassez de recursos, foi escolhida por um motivo bem prático, a distância para a casa dos fundadores (os fundadores usaram um mapa e selecionaram um ponto a meia distância da casa de ambos). O primeiro produto foi uma placa capaz de ligar o computador a vários dispositivos, como impressoras e caixas registradoras.
O negócio cresceu até que, no início da década de 90, houve a queda da reserva de mercado na área de informática no Brasil, foi aí que a Cyclades resolveu expandir e instalou-se na cidade de Fremont (3541 Gateway Boulevard Fremont, CA 94538), a 30 minutos de carro de Mountain View. Com a instalação em Fremont-CA iniciam-se as atividades da Cyclades no Vale do Silício. Após a chegada no Vale e o sucesso alcançado, a corporação transferiu sua sede para o Vale do Silício, chegou a ter filiais em diversos países e mais de 8 mil clientes em todo o mundo, incluindo 85% das empresas Fortune 100.
No período entre 2003 e 2005, a empresa cresceu na faixa dos 40% ao ano, fechando 2005 com um faturamento de aproximadamente US$ 60 milhões.
Em 2006 a empresa foi vendida para a Avocent, na época a linha de produtos contava com produtos como KVM, roteadores, produtos de gerenciamento de energia.

## Empreendedorismo brasileiro
Após empreenderem com a Cyclades Corporation, Lima e Dalarossa, venderam a empresa — que começou com um investimento de US$ 6 mil — por mais de US$ 90 milhões, tornaram-se milionários e voltaram a empreender novamente.
João Lima criou a Coffee Bean, fundada em 2007, que presta serviço para cerca de 20 clientes especialmente agências de marketing digital do Brasil e dos EUA de gerenciamento de relações com clientes integrado às redes sociais. É uma modalidade nova de negócios, que ainda não movimenta grande volume de dinheiro, mas se mostra muito promissora.
Dalarossa, por sua vez, fundou a Zymi Group, dedicada à capacitação de líderes e gestores empresariais, a partir da experiência de sua equipe de mentores. “Não tinha nenhuma bagagem sobre gestão quando comecei meu negócio. O que aprendi foi em tentativas e erros, e com o conhecimento dos profissionais com quem trabalhei e convivi ao longo dos anos. Esse é um dos conceitos a que dou muita ênfase: a importância da equipe”, disse Dalarossa em entrevista a Gazeta do Povo.
Dalarossa e Lima podem se considerar homens de muito sucesso, a Cyclades Corporation foi a única sobrevivente de um grupo de quatro companhias nacionais que se aventurou nos EUA no final da década de 80 e início dos anos 90.

## Cyclades e o Linux
Como acontece com várias startups, a dificuldade nos dias iniciais também acometeu a Cyclades Corporation, antes de venderem a Cyclades para a americana Avocent, "John" Lima e Daniel Dalarossa não obtiveram retorno financeiro imediato, nem encontraram um investidor anjo disposto a investir dinheiro na empresa. A própria empresa apostou na expansão dos negócios para os EUA e, durante algum tempo, as operações no Brasil sustentavam o funcionamento da empresa nos EUA. Com uma estratégia de preços agressiva e com a adaptação de seus produtos para o sistema operacional Linux, a Cyclades ganhou terreno e ficou a frente da concorrência. Aproveitando-se do repentino boom da internet, ocorrido a partir de meados dos anos 1990 (EUA), que depois se estendeu para outros mercados, inclusive o brasileiro, as placas da Cyclades começaram a vender muito. A empresa, em seu apogeu, chegou a 320 funcionários e abriu escritórios em 16 países.